# Sjevernoamerički sporazum o slobodnoj trgovini
NAFTA ili Sjevernoamerički sporazum o slobodnoj trgovini (eng. North American Free Trade Agreement) je uz Europsku uniju najznačajnija kontinentalna integracija. Djeluje od 1994. godine, a čine je SAD, Kanada i Meksiko. 
Cilj integracije jest uspostava najveće zone slobodne trgovine u svijetu koja bi dugoročno trebala obuhvatiti cijelu zapadnu hemisferu. Članice NAFTA-e zalažu se za postupno ukidanje carina i svih ograničenja za slobodan protok kapitala i usluga, usklađivanje radnog zakonodavstva i ekoloških standarda te za zaštitu intelektualnog vlasništva. 
Članstvom u integraciji Kanada i Meksiko dobili su pristup američkom tržištu, a kompanije iz SAD-a slobodu djelovanja.

## Vanjske poveznice
- Službene internetske stranice  Arhivirana inačica izvorne stranice od 6. listopada 2023. (Wayback Machine) (engl.) (fr.) (šp.)